# Йоланда де Ровер
Йоланда де Ровер (нід. Jolanda de Rover, 10 жовтня 1963) — нідерландська плавчиня.
Олімпійська чемпіонка 1984 року, учасниця 1980, 1988 років.
Призерка Чемпіонату світу з водних видів спорту 1986 року.
Призерка Чемпіонату Європи з водних видів спорту 1981, 1983, 1985 років.
Переможниця літньої Універсіади 1985 року, призерка 1987 року.